# Fábrica de papel

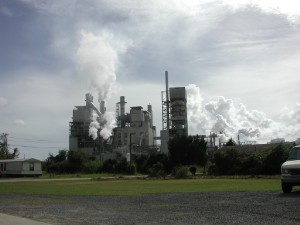
Fábrica de pulpa y papel de la Compañía Internacional de Papel Kraft en Georgetown (Carolina del Sur). Al momento de ser construida era la más grande del mundo.

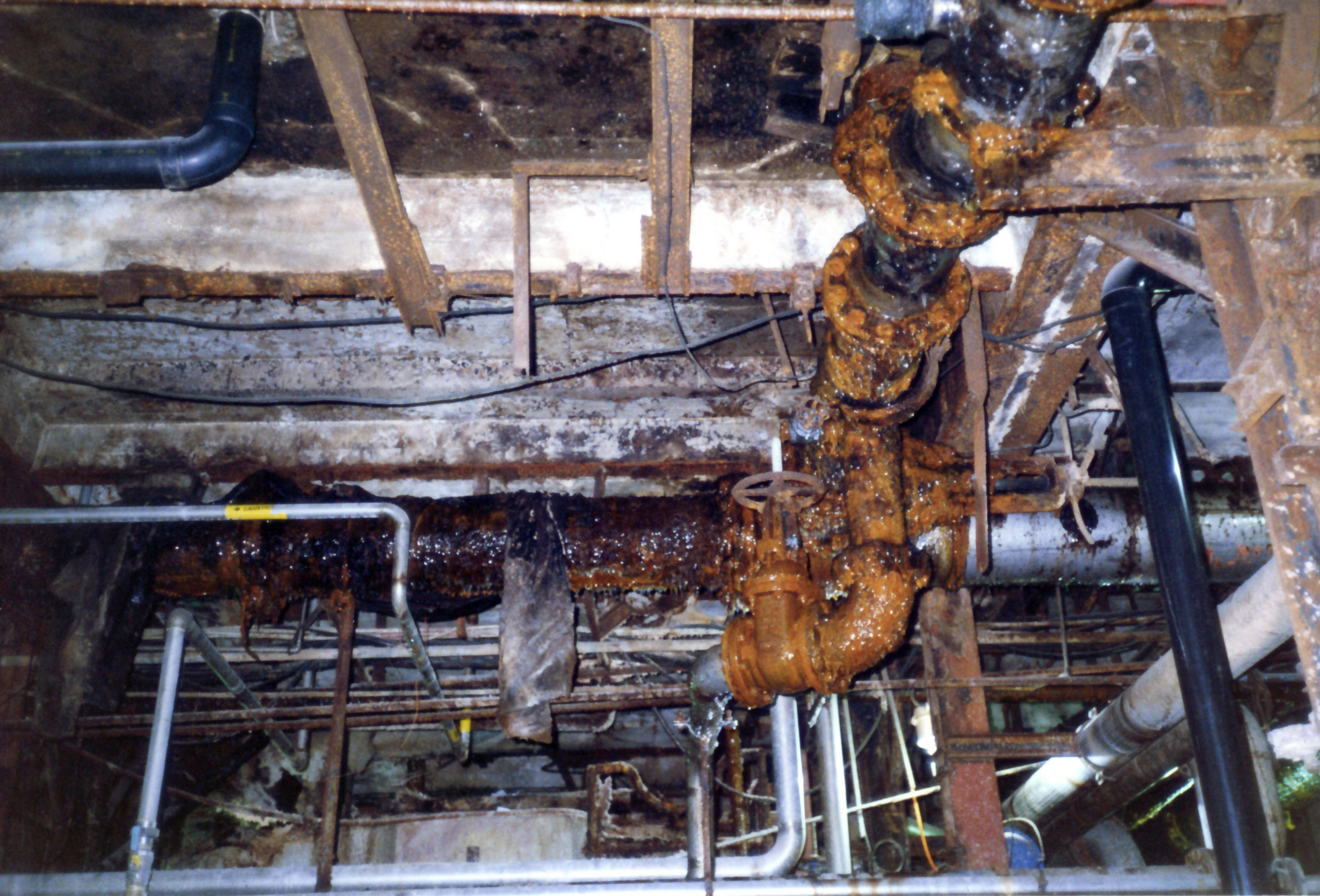
Fundaciones de una fábrica de papel en Sault Ste. Marie, Ontario. La fabricación de pulpa y papel comprende un ambiente extremadamente húmedo, con las consiguientes complicaciones a nivel del mantenimiento preventivo y corrosión.

Una fábrica de papel o papelera es una fábrica especialmente concebida para producir papel a partir de fibras vegetales tales como pulpa de madera, pulpa de celulosa, trapos viejos u otras materias primas. En el proceso se utiliza una máquina Fourdrinier u otro tipo de máquina productora de papel.

## Historia
Investigaciones históricas sobre el origen de la fábrica de papel son complicadas a causa de la existencia de definiciones y una terminología difusa por parte de los autores que se ocupan del tema: Muchos estudiosos modernos utilizan el término en inglés paper mill (textual «molino de papel») o su equivalente en español «fábrica de papel» para hacer referencia de forma indiscriminada a todo tipo de fábricas (o molinos), sean accionadas por tracción humana, animales o por fuerzas hidráulicas. La propensión a hacer referencia a fábricas antiguas con el nombre de «molino», sin especificar el tipo exacto de fuerza impulsora, aumenta la dificultad de identificar el tipo accionado hidráulicamente el cual es relevante desde el punto de vista de su eficiencia y relevancia histórica.

### Fábricas accionadas por tracción a sangre
Si bien tanto los molinos accionados por humanos o animales eran conocidos por los fabricantes de papel chinos y musulmanes, existe poca evidencia concluyente respecto a molinos accionados por fuerzas hidráulicas. La ausencia de maquinaria de fabricación de papel accionada por fuerzas hidráulicas entre los musulmanes queda sugerida por el hábito de los autores musulmanes de referirse a este tipo de dispositivos con el nombre de «fábrica de papel» y no «molino».
Si bien los estudiosos han logrado identificar «molinos de papel» durante la era Abbasida en Bagdad entre 794-795, la evidencia de que la fuerza hidráulica era utilizada para accionar los equipos para producir papel en esta época es un tema de debate.  En la ciudad marroquí de Fez, Ibn Battuta menciona "400 piedras de molino para fabricar papel". Dado que Ibn Battuta no menciona el uso de fuerza hidráulica y la cantidad de molinos es sumamente elevada, se interpreta esta cita como haciendo referencia a algún tipo de tracción a sangre.

### Molinos accionados hidráulicamente
Un relevamiento exhaustivo realizado en al-Ándalus no encontró evidencia de ningún molino para papel accionado por agua, tampoco los registros españoles de distribución de propiedades (Repartimientos) luego de la expulsión de los moros hacen ninguna referencia a ellos. Los textos árabes nunca utilizan el término en relación con la fabricación de papel y el relato más detallado de producción de papel por los musulmanes, el del Sultán Zirid Al-Muizz ibn Badis, describe el arte solo en términos de una manualidad. Donald Hill ha identificado una posible referencia a un molino para papel accionado por agua en Samarcanda, en la obra del siglo XI del estudioso persa Abu Rayhan Biruni, aunque remarca que el pasaje «es demasiado breve para poder tener plena certeza» que el mismo hace referencia a un molino accionado por agua. Sin embargo, Halevi considera a esto evidencia de que en Samarcanda se utilizó la fuerza hidráulica para producir papel, aunque reconoce que no se sabe a ciencia cierta si por esa época en otras partes del mundo islámico se utilizó la fuerza hidráulica para producir papel; Robert I. Burns es sin embargo escéptico dado la ocurrencia aislada de la referencia y el hecho que en el resto del Islam se recurra a la elaboración manual del papel.

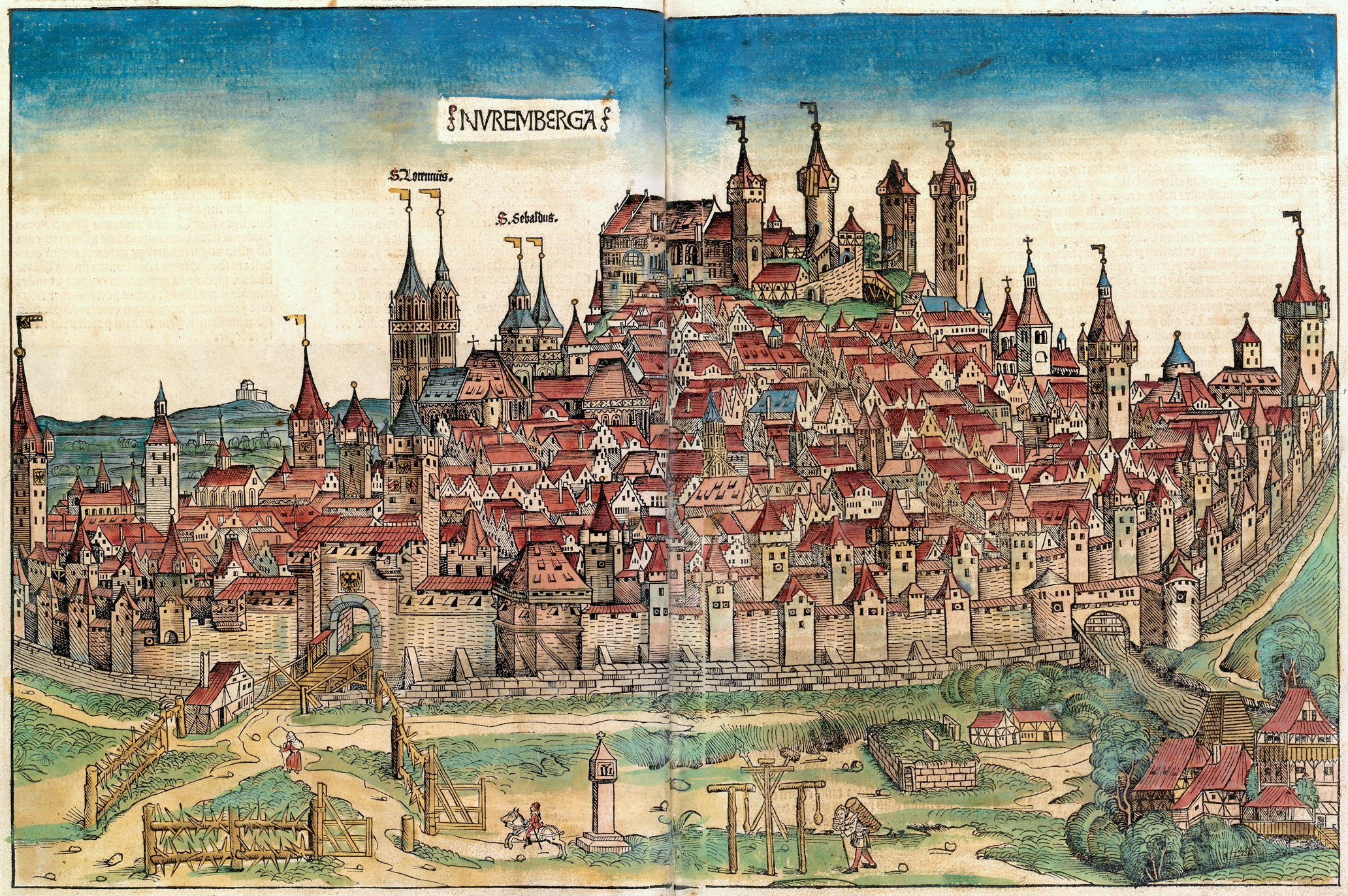
Fábrica de papel en Stromer, el complejo de edificios en el extremo derecho inferior, en Las Crónicas de Núremberg de 1493. A causa de su ruido y olor, las leyes medievales exigían que las fábricas de papel se construyeran a cierta distancia de los muros de las ciudades.

Hill explica que las fábricas de papel son mencionadas en antigua documentación cristiana de Cataluña hacia el 1150, lo que podría indicar un origen islámico, pero nuevamente la evidencia no es concluyente, y el caso de molinos catalanes de accionamiento hidráulico, «anteriores a 1280», ha sido desestimado por Burns tras un nuevo examen de las pruebas aportadas. De manera similar, la identificación de molinos de estampado hidráulicos en documentos medievales de Fabriano, Italia, no poseen ningún tipo de soporte.
La evidencia más antigua comprobada de un molino para papel accionado hidráulicamente se remonta al 1282 en el Reino de Aragón, España. Un decreto del rey cristiano Pedro III hace referencia a la creación de un  "molino de agua" real, un molino hidráulico propiamente dicho, en el centro manufacturero de papel de Játiva en 1284, concediéndoles exención de impuestos. Esta innovación es mirada con recelo por la comunidad musulmana local productora de papel; el documento garantiza a los musulmanes el derecho de continuar utilizando su método tradicional de producción de papel que consiste en golpear la pulpa a mano y los exceptúa de tener que trabajar en el molino nuevo.
El primer molino para papel al norte de los Alpes fue construido en Nuremberg por Ulman Stromer en 1390; posteriormente se lo encuentra dibujado con gran detalle en Las Crónicas de Núremberg. A partir de mediados del siglo XIV, los molinos para papel en Europa sufren un rápido desarrollo y mejoramiento de muchos de sus procesos operativos.

## Características

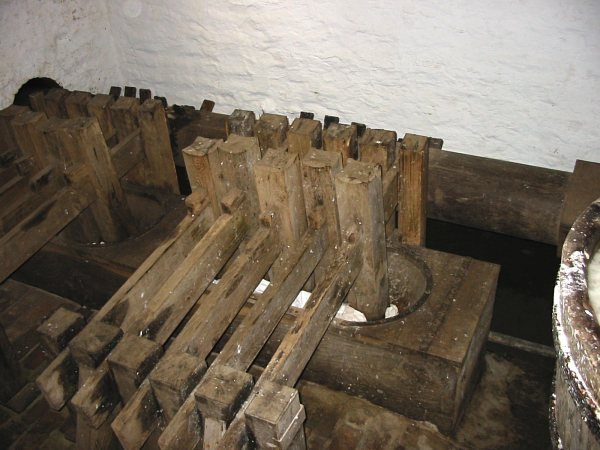
Caja de martillos para triturar los pedazos de trapos en hilos

Las fábricas de papel pueden ser integradas o no integradas. Las fábricas integradas consisten de un molino de pulpa y un equipo de fabricación de papel ubicados en el mismo sitio. Tales fábricas reciben troncos de árboles o trocitos («chips») de madera y producen papel. El segmento de producción de pulpa de las fábricas integradas (especialmente aquellas que utilizan el proceso Kraft) por lo general despiden olor; mientras que las fábricas que no son integradas compran la pulpa de madera, por lo general en paquetes secos denominados pulpa de mercado y por lo tanto producen muy pocos olores.
La fábrica moderna de papel utiliza grandes cantidades de energía, agua, y pulpa de papel en una serie de procesos extremadamente eficientes y complejos, utilizando tecnologías modernas y controles sofisticados para producir hojas de papel que pueden ser utilizadas en una cantidad sumamente diversa de maneras.  Las máquinas modernas son muy grandes llegando a tener una longitud de ~150 m, y producen hojas de hasta 10 m de ancho, operando a velocidades de 100 km/h. Los dos mayores proveedores de máquinas para producir papel son Metso y Voith.